# Zračna luka Jasudž
Zračna luka Jasudž (IATA kod: YES, ICAO kod: OISY) smještena je nedaleko od grada Jasudža u južnom dijelu Irana odnosno pokrajini Kuhgiluje i Bojer-Ahmad. Nalazi se na nadmorskoj visini od 1810 m. Zračna luka ima jednu asfaltiranu uzletno-sletnu stazu dužine 2598 m, a koristi se za tuzemne letove. Vodeći zračni prijevoznik koji nudi redovne letove za Teheran-Mehrabad u ovoj zračnoj luci je Iran Aseman Airlines.

## Vanjske poveznice
- (engl.) DAFIF, World Aero Data: OISY  Arhivirana inačica izvorne stranice od 22. veljače 2005. (Wayback Machine)
- (engl.) DAFIF, Great Circle Mapper: YES